# Pochi
«Pochi» (ポチ?) es un negro sencillo solista de la cantante japonesa Misono, lanzado al mercado el día 16 de mayo del año 2007 bajo el sello Avex trax.

## Detalles
Este sencillo es su segundo lanzado el año 2007, dos meses después del lanzamiento de su primer álbum "never+land". El sencillo es lanzado en formatos CD y CD+DVD, como todos los demás trabajos que misono ha lanzado anteriormente. El material audiovisual sólo contiene el vídeo musical de "Pochi". Para ayudar a la promoción del sencillo, "Pochi" fue escogido como tema principal en comerciales de "MORE" de la empresa Shueisha. El lanzamiento de este sencillo originalmente estaba planeado para el día 18 de abril, pero fue pospuesto hasta el 16 de mayo por razones que no han sido confirmadas. Especulaciones del por qué de esto es que el lanzamiento de este sencillo peligraba debido a las malas ventas obtenidas por misono de sus últimos sencillos y su primer álbum de estudio; de hecho su álbum de covers planeado para esa misma fecha corrió peor suerte y fue cancelado de forma permanente. "Pochi" es considerada una melodía de Rock alegre, ya distante de su anterior sencillo balada de doble cara "Hot Time / A... ~Answer~".
En el sencillo es incluida una nueva versión de "11 eleven", que fue de hecho el primer sencillo de misono en solitario -aunque una colaboración con Cyber X- cuando aún estaba junto a sus compañeros de day after tomorrow en el 2003, aunque no es considerado su primer sencillo. El tema original tiene fuertes influencias de la música trance, pero fue re-arreglado a ritmos Rock pop por Mitsutaro Kubota.
Este es hasta el momento el sencillo que ha tenido el desempeño más bajo de la carrera solista de misono, sin siquiera lograr entrar al Top 30 de las listas de sencillos semanales de Oricon, con ventas de poco más de tres mil copias.

## Canciones

### CD
1. «Pochi» (ポチ?)
2. «11 eleven»
3. «Pochi» (ポチ?) -Instrumental-
4. «11 eleven» -Instrumental-

### DVD
1. «Pochi» (ポチ?)

- Datos: Q3004225